# 235837 Iota
235837 Iota è un asteroide della fascia principale. Scoperto nel 2004, presenta un'orbita caratterizzata da un semiasse maggiore pari a 2,7696464 au e da un'eccentricità di 0,1616855, inclinata di 20,07773° rispetto all'eclittica.